# Buchholz (Nordheide)
Buchholz (Nordheide) (niem. Buchholz (Nordheide)) – stacja kolejowa w Buchholz in der Nordheide, w kraju związkowym Dolna Saksonia, w Niemczech. Według DB Station&Service ma kategorię 3. Znajduje się na linii Wanne-Eickel – Hamburg.

## Linie kolejowe
- Linia Wanne-Eickel – Hamburg
- Linia Hannover – Buchholz (Nordheide)
- Linia Buchholz – Maschen
- Linia Buchholz – Bremervörde

## Połączenia
| Linia           | trasa                                                               | Takt     | Przewoźnik kolejowy | Skład                                   |
| --------------- | ------------------------------------------------------------------- | -------- | ------------------- | --------------------------------------- |
| RE 4            | Hamburg – Hamburg-Harburg – Buchholz – Tostedt – Rotenburg – Bremen | godzinny | metronom            | Baureihe 146.1 + 7 wagonów piętrowych   |
| RB 41           | Hamburg – Hamburg-Harburg – Buchholz – Tostedt – Rotenburg – Bremen | godzinny | metronom            | Baureihe 146.2 + 5–6 wagonów piętrowych |
| RB 38 Heidebahn | Hannover – Walsrode – Soltau – Schneverdingen – Buchholz            | godzinny | erixx               | LINT 41 (Baureihe 648)                  |